# Cryptoxilos convergens
Cryptoxilos convergens är en stekelart som beskrevs av Muesebeck 1936. Cryptoxilos convergens ingår i släktet Cryptoxilos och familjen bracksteklar. Inga underarter finns listade i Catalogue of Life.